# Shana Vanguarde
Shana Vanguarde ist ein französisches Techhouse-Projekt, das vor allem durch den ABBA-Titel Gimme! Gimme! Gimme! (A Man After Midnight) bekannt wurde. Zunächst hieß dieses Projekt nur Vanguarde, aufgrund der Verwechslungsgefahr mit dem zu jener Zeit ebenfalls sehr aktiven Dance-Duo Vanguard  wurde der Name um den Zusatz „Shana“ erweitert.

## Diskografie

### Singles
- 2004: Gimme! Gimme! Gimme! (A Man After Midnight) (enthält auch den Titel Overdrive)
- 2005: Dancing Queen (nur in Frankreich veröffentlicht)
- 2006: Mamma Mia (nur in Frankreich erhältlich)

### Club-Editionen
- 2005: I’m A Love Machine (Remix)
- 2005: Body Bump